# Den barmhjertige samaritaner
Lignelsen om den barmhjertige samaritaner fortælles af Jesus i Lukasevangeliet. Den handler om en rejsende (underforstået som jøde), der bliver klædt af, slået og efterladt halvdød langs vejen. Først kommer en jødisk præst og derefter en levit forbi, men begge undgår manden. Til sidst kommer en samaritaner til den rejsende. Selvom samaritanere og jøder foragtede hinanden, hjælper samaritaneren den sårede mand. Jesus beskrives som at fortælle lignelsen som svar på et provokerende spørgsmål fra en advokat: "Og hvem er min næste?", i forbindelse med det store bud. Konklusionen er, at nabofiguren i lignelsen er den, der viser barmhjertighed over for deres medmennesker.
Nogle kristne, såsom Augustin, har fortolket lignelsen allegorisk, hvor samaritaneren repræsenterer Jesus Kristus, som frelser den syndige sjæl. Andre afviser imidlertid denne allegori som ikke relateret til lignelsens oprindelige betydning og ser lignelsen som et eksempel på Jesu etik.
Lignelsen har inspireret maleri, skulptur, satire, poesi, fotografi og film. Udtrykket "barmhjertige samaritaner", der betyder en, der hjælper en fremmed, stammer fra denne lignelse, og mange hospitaler og velgørende organisationer er opkaldt efter den barmhjertige samaritaner.